# رجال العامة (رواية)
رجال العامة (بالإنجليزية: Public Men)‏ هي رواية للكاتب الأمريكي ألن دروري نشرت في عام 1998. وهي آخر رواية ضمن سلسلة روايات الجامعة للكاتب.

## القصة
تدور حول جمع شمل بين أعضاء أخوية ألفا زيتا الجامعية، ومنهم ويلي ويلسون، وترجع الأحداث إلى ذكريات الماضي قبلها بعقود.